# عبيد الشمراني
عبيد الشمراني(ولد في 24 سبتمبر 1985 ) لاعب كرة قدم سعودي ويلعب في الدفاع .
كانت بداياته مع نادي الإتحاد و لعب بعده مع أندية الرائد والنهضة و في عام 2017 وقع مع نادي الدرعية .